# Char Aznable
Char Aznable (シャア・アズナブル Shā Azunaburu?) es un personaje ficticio de la serie de anime Gundam. Es uno de los principales antagonistas en la primera serie de Gundam para luego convertirse en uno de los protagonistas en Mobile Suit Zeta Gundam. En su última aparición en Char's Counterattack, asume el liderazgo de Neo-Zeon, resumiendo su rol de antagonista y rival de Amuro Ray.
Char Aznable está inspirado en Manfred von Richthofen. y en Charles Aznavour

## Historia Ficticia del Personaje
Nacido bajo el nombre de Casval Rem Deikun, Char Aznable es también conocido como Edward Mass y por el alias Quattro Bajeena. Es apodado "Red Comet" (Cometa Rojo), debido a la velocidad con que destruyó 5 naves de la Federación Terrestre del tipo Magellan con su Zaku rojo en la batalla de Loum durante la One Year War (con lo cual fue ascendido a Lieutenant Commander).  Es el hermano mayor de Sayla Mass (Artesia Som Deikun), e hijo del fallecido Zeon Zum Deikun, fundador de la República de Zeon.

### El origen
Según el manga Mobile Suit Gundam: The Origin, un joven Casval y su hermana Artesia escapan a la Tierra poco después de la muerte de su padre con la ayuda de un amigo de la familia, Jimba Ral (padre de Ramba Ral). Viven varios años en una forma lujosa bajo el cuidado del aristócrata Don Teabolo Mass, quien los nombra Edward y Sayla, y los trata como si fueran sus propios hijos. Durante esta época, Jimba Ral constantemente le recuerda a Casval de la traición de la familia Zabi a su padre. Luego de escapar de un intento de asesinato (en el cual Jimba Ral muere), vuelan a la colonia espacial de Texas.
Viven por un tiempo en una casa facilitada por el jefe de la colonia Roger Aznable, aún bajo el cuidado de Teabolo Mass. Conocen al hijo de Roger, Char, y descubren que él y Casval son idénticos, excepto que Casval tienen los ojos azules y Char castaños. Eventualmente Char es seducido por la propaganda de Gihren Zabi, y en contra de los deseos de su padre se une ala escuela de oficiales. Casval decide seguirlo con la excusa que buscaba a su amigo. Kycilia Zabi descubre que Casval va de regreso a Side 3, y sin consultar a Gihren, ordena la muerte de Casval. Ambos jóvenes casi idénticos tienen programado abordar el mismo vuelo, pero una antigua pistola y falsos explosivos son encontrados en el bolso de Char. No queriendo perder su examen de entrada, Char acepta la idea de Casval de cambiarse de ropa. Char aborda la nave bajo el nombre de Edward Mass, mientras que Casval, bajo el nombre de Char Aznable es detenido esa noche. A pocos minutos de despegar, la nave explota y mata a todos a bordo (sin duda el trabajo de los secuaces de Kycilia). Edward Mass es listado entre los fallecidos y Casval toma el nombre de Char, entra a la Academia Militar de Zeon y comienza a usar gafas oscuras para ocultar el color de sus ojos.
Luego de entrar a la Academia, Char sobresale en sus entrenamientos y se hace amigo de Garma Zabi. Las relaciones entre la República de Zeon (que ha sido renombrada Principado de Zeon) y la Federación Terrestre se deterioran, la Federación incrementa sus tropas en Side 3. Hay terror generalizado de que esta dotación es en realidad una fuerza de ocupación. En medio de esto, Casval incita a Garma para liderar a otro estudiantes de la Academia en un asalto a la base de la Federación y someter a las tropas invasoras. Por esta acción Casval es despojado de su grado militar y expulsado de la Academia. Viaja a la Tierra y trabaja en la construcción del cuartel general de la Federación en Jaburo. Después que se desate la tensión entre las fuerzas de Zeon y la Federación, vuelve a Side 3 y se une a las fuerzas de Zeon bajo las órdenes de Dozle Zabi. Demuestra habilidades superiores de combate durante la Batalla de Loum, destruyendo por sí mismo cinco cruceros del tipo Magellan, recibiendo por esto el apodo de "Red Comet" (Cometa Rojo). Por esto también es promovido de forma excepcional en dos rangos a Lieutenant Commander.

### Mobile Suit Gundam
Durante la Guerra de un Año, Char demuestra gran habilidad no sólo como piloto de mobile suit, sino también como estratega y comandante. A lo largo de la Guerra de un Año, Char comienza una encarnizada rivalidad con el piloto de la Federación Amuro Ray, y desarrolla una relación con la NewType Lalah Sune, una chica que salvó de un burdel indio. Char también se convierte en un NewType, y forma un lazo psíquico tanto con Lalah como Amuro. Las habilidades y carisma natural de Char le permiten incitar y manipular. Lalah es muerta en batalla, un golpe sensible para Char, lo que causa que Char y Amuro se odien aún más.
Durante la Guerra de un Año, Char se basa en la filosofía de Zeon para formar su identidad. El Principado de Zeon es en gran medida un estado autoritario que proclama su independencia de la Tierra y luego la destrucción de sus habitantes. 
En la Batalla de A Baoa Qu, la rivalidad entre Char y Amuro llega al nivel en el cual se enfrentan con pistolas y luego espadas luego de perder sus mobile suits. En el duelo, Char hiere en un brazo a Amuro, a su vez que recibe una herida en la frente, que le deja una cicatriz. Sobrevive gracias al casco que lleva en memoria de Lalah, quien le aconsejó no tomar riesgos. Sayla corre hacia el lugar e insta a que se detengan. Char se da cuenta de que se está distrayendo con su rivalidad con Amuro, y renfoca su atención en su verdadero enemigo, la familia Zabi. A continuación una explosión los separa, y Char se apura en salvar a su hermana. Luego de ser informado por un moribundo soldado de Zeon que Kycilia Zabi, la última sobreviviente de los Zabi, está escapando, Char le dice a su hermana que "sea una buena mujer" y vuelva con Amuro, y parte con una bazuca en sus manos. Encuentra la nave de Kycilia y saluda diciendo ("Garma, Estoy enviando a tu hermana a unirse contigo. Considera este mi regalo de despedida.") antes de disparar a la cabina, destrozando la sala de mando y decapitando a Kycilia en el proceso. Luego desaparece.

### Mobile Suit Gundam - Char's Deleted Affair - A Portrait of a Young Comet
Al término de la Guerra de un Año, Char parte a Axis y su experiencia allí es parcialmente descrita en el manga Char's Deleted Affair, en donde heroicamente protege Axis en dos sendas batallas en contra de la Federación Terrestre. Se queda ahí hasta finales de U.C. 0082, cuando parte a Side 3 en una misión especial para proteger a Haman Karn en un viaje de inspección a esa colonia. Luego parten a Zum City en U.C. 0083, recibe una invitación de Gorge Miguel (hermano de Nanai) para unirse a una organización paramilitar de spacenoids (hombres que viven en el espacio), perteneciente a las fuerzas de la Federación Terrestre.
Como sea, luego de oír que Mahajara Karn padece de una enfermedad terminal a finales de mayo del 0083, Char y Haman deciden volver a Axis. Una vez que vuelven, son interceptados por una facción pro-guerra que desea reiniciar el conflicto con la Federación Terrestre, liderados por el Coronel Enzo. Desafortunadamente, el padre de Haman y verdadero líder político de Axis, Mahajara Karn muere justo después de que la batalla termine, y Haman se encuentra ahora a cargo de Axis y Mineva Zabi. La inesperada muerte de Natalie Bianchi (antigua tutora de Haman que tenía una aventura con Char) hunde a Char en una profunda depresión. Aunque Haman no está involucrada en su asesinato, sin querer lo permite al saber que Natalia estaba embarazada. Char pierde su motivación de quedarse en Axis, la tensión entre Char y Haman sobre Axis y el futuro de Zeon lleva a Char a finalmente dejar el asteroide permanentemente con sobre 600 otros soldados en octubre del año 0083.

### Mobile Suit Zeta Gundam
Char reaparece 4 años más tarde en Mobile Suit Zeta Gundam, esta vez sin usar una máscara, que cambia por unas gafas oscuras. Habiendo dejado Axis Zeon, Char retorna a la Tierra en septiembre de 0084 y se infiltra en las fuerzas de la Federación Terrestre bajo el alias de "Quattro Bajeena". Casi inmediatamente se encuentra envuelto en conflictos con la recién formada fuerza de la Federación Terrestre, los llamados Titanes (Titans), luchando y derribando 2 naves enemigas apenas horas de haber asumido su nueva identidad. Luego de conocer al político de la Federación Blex Forer, Char se une a un grupo antiguos soldados de las fuerzas de la Federación Terrestre y eventualmente se vuelve el líder del grupo denominado Anti-Earth Union Group.
Esta vez, en lugar de ser el rival del nuevo protagonista, Kamille Bidan, Char se convierte en su mentor en la guerra en contra de las fuerzas de los Titanes. En Zeta Gundam, Char es aliado de sus antiguos adversarios en Mobile Suit Gundam: Amuro Ray, Hayato Kobayashi y Bright Noa. Sirve bajo las órdenes de Bright Noa como líder de las fuerzas de la AEUG.
Durante este período, Char pierde la confianza en sí mismo en tomar decisiones. Al asumir su nueva identidad de Quattro voluntariamente se pone al servicio de sus antiguos enemigos. En el curso de Mobile Suit Zeta Gundam incluso Bright Noa, quien perdió hombres en los ataques de Char sobre a White Base, lo insta a dejar su fachada de Quattro y convertirse en el líder de los Spacenoids, o aquellos criados en las colonias espaciales. Mobile Suit Zeta Gundam retrata la imagen de Char como un héroe que siempre está dispuesto a ponerse de pie y luchar por la libertad de los spacenoids. Su discurso político frente a la asamblea de la Federación en Dakar, el cual es transmitido a toda la Tierra y espacio, es uno de los eventos más importantes en la línea de tiempo de la Universal Century. Sella el compromiso de Char hacia la colonización espacial y la migración de la humanidad al espacio.
A pesar de la victoria de la AEUG en el Gryps Conflict contra los Titans, Char es derrotado en la batalla final por Haman Karn, líder de Axis Zeon (más tarde Neo Zeon) y asumido muerto. Sin embargo, al aparecer los créditos finales, se puede ver el mobile suit de Char flotando con la cabina abierta.

### Mobile Suit Gundam ZZ
En Mobile Suit Gundam ZZ, Bright Noa le comenta a Sayla Mass de que tiene la corazonada de que Char está simplemente observando los acontecimientos y esperando el momento oportuno para volver. Char no aparece en Mobile Suit Gundam ZZ debido a que Yoshiyuki Tomino ha declarado oficialmente que su intención original era de incluirlo, pero la idea fue cancelada una vez que le aceptaron realizar la película Mobile Suit Gundam: Char's Counterattack.[cita requerida]

### Mobile Suit Gundam: Char's Counterattack
Char retorna en la película Mobile Suit Gundam: Char's Counterattack, transcurrido 5 años después, como el líder del nuevo movimiento de Neo Zeon. Su objetivo es desatar un invierno nuclear estrellando Axis, un enorme asteroide, contra la Tierra, forzando una completa migración hacia el espacio, que él cree hará evolucionar a los humanos en Newtypes. Pero algo se interpone en su camino: la fuerza de la Federación Londo Bell, y su piloto principal y archirrival Amuro Ray. 
En el segundo movimiento de Neo Zeon, los mobile suit de Char y Amuro pilot mobile suits estám equipados con avanzado sistema psycommu conocido como psycoframe. Char autoriza a Anaheim Electronics para pasar esta tecnología al equipo responsable de la construcción del ν Gundam de Amuro, buscando una pelea en igualdad de condiciones. Luego de la destrucción del mobile suit de Char por Amuro, Amuro captura su cápsula de escape, y contra los comentarios de Char, intenta empujar el asteroide Axis lejos de la Tierra. La intensa fuerza de voluntad de Amuro y todos los pilotos que lo ayudan causan que el psycoframe resuene y se sobrecargue, resultado en una espectacular aurora que empuja a Axis lejos de la Tierra. Amuro y Char desaparecen luego de esto sin dejar rastro. No hay evidencia concreta de la muerte de ellos en la película aunque Nanai Miguel afirma que la fuerza vital de Char se iba apagando, cuando Amuro intercepta Axis y llora por Char cuando el asteroide es finalmente alejado. El destino de ambos personajes nunca fue revelado en la película, sin embargo en la novela de Mobile Suit Gundam: Char's Counterattack se confirma que ambos mueren en combate.